# ジョン・バック
ジョナサン・リチャード・バック（Johnathan Richard Buck, 1980年7月7日 - ）は、アメリカ合衆国ワイオミング州ケメラー出身の元プロ野球選手（捕手）。右投右打。

## 経歴

### アストロズ傘下時代
1998年にMLBドラフト7巡目（全体212位）でヒューストン・アストロズから指名を受け、6月11日にプロ入り。マイナーリーグでは主に守備面で高い評価を得ていた。
2001年にはA級レキシントン・レジェンズで122試合に出場して打率.275・22本塁打・73打点と打撃面でも好成績を残し、注目される。

### ロイヤルズ時代
2004年6月24日、アストロズがカルロス・ベルトランを獲得するため三角トレードを敢行し、バックはベルトランの交換相手としてカンザスシティ・ロイヤルズへ移籍。翌日のセントルイス・カージナルス戦に9番・捕手として先発出場しメジャーデビュー。3試合目の出場となった29日のボルチモア・オリオールズ戦で、シドニー・ポンソンから中前打を放ちメジャー初安打、またこの試合で初めてチームを勝利に導いた。この年は71試合の出場で12本塁打・盗塁阻止率31.8％を記録し、シーズン終了後の新人王投票で8位に。それ以来ロイヤルズの正捕手となったバックは、試合前のミーティングに出席する様子などから味方投手陣の高い信頼を得る。2007年には同じ捕手のジェイソン・ラルーがロイヤルズに加入してきたが、正捕手の座は譲らなかった。
2008年、ロイヤルズは今度はミゲル・オリーボを獲得し、前年のラルーに続きまた捕手を補強。同年もバックは正捕手として109試合に出場したが、本塁打は前年の18本から半減、また後半戦は打率.182と打撃不振に陥った。オリーボが84試合の出場ながら12本塁打・22二塁打・盗塁阻止率42.4％という数字を残したこともあり、翌2009年、バックはレギュラーの座をオリーボに奪われることになる。控え捕手となったこの年、オリーボが23本塁打を放つ一方で、バックの出場は59試合にとどまった。

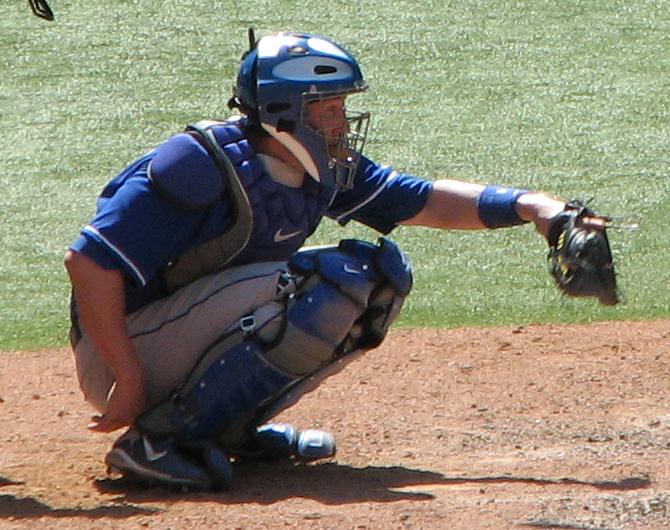
カンザスシティ・ロイヤルズ時代
(2008年5月25日)

シーズン終了後、ロイヤルズはオリーボとの契約を延長しなかったが、12月11日に捕手のジェイソン・ケンドールと2年600万ドルで契約。翌日にノンテンダーFAとなった。

### ブルージェイズ時代

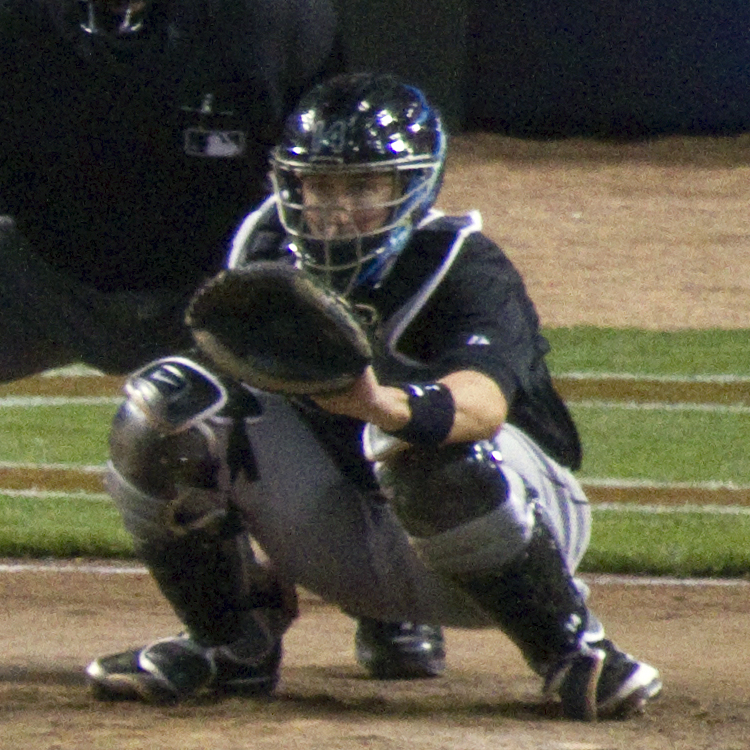
トロント・ブルージェイズ時代
(2011年4月29日)

2009年12月13日にトロント・ブルージェイズと1年200万ドルの契約を結んだ。
2010年、バックは監督のシト・ガストンからアドバイスを受けたことがきっかけで積極的に打つようになり、前半戦終了時点で71試合に出場して打率.272・13本塁打・OPS.808と打撃好調。故障したビクター・マルティネスの代役という形ながらオールスター初選出も果たし、試合ではアダム・ウェインライトから二塁打を放った。8月4日にはファウルチップを右手親指に受けて故障者リスト入りしたが、同月20日には復帰。その後も打撃は失速せず、最終的に打率.281・20本塁打・66打点・OPS.802と自己最高の打撃成績を残した。シーズン終了後の11月1日にFAとなった。

### マーリンズ時代
2010年11月17日にフロリダ・マーリンズと総額1,800万ドルの3年契約に合意した。

### メッツ時代
2012年11月19日にジョシュ・ジョンソン、マーク・バーリー、ホセ・レイエス、ユネル・エスコバーら総勢11人が動く大型トレードでトロント・ブルージェイズに復帰した。ところが、12月17日にはR・A・ディッキーと捕手2人とのトレードで、トラビス・ダーノー、ノア・シンダーガード、ウィルマー・ベセラと共にニューヨーク・メッツへ移籍した。

### パイレーツ時代
2013年8月27日にディルソン・ヘレーラとのトレードでマーロン・バードと共にピッツバーグ・パイレーツへ移籍した。10月31日にFAとなった。

### マリナーズ時代
2014年1月14日にシアトル・マリナーズと1年100万ドルで契約に合意したことが報道され、1月16日に球団が発表した。開幕ロースター入りし、正捕手であるマイク・ズニーノのバックアップとして27試合に出場したが、7月7日にDFAとなった。7月15日に放出された。

### エンゼルス時代
2014年7月21日にロサンゼルス・エンゼルス・オブ・アナハイムとマイナー契約を結んだ。9月2日に、セプテンバー・コールアップで、メジャーに再昇格した。
オフにアルフレド・マルテ、ロジャー・キーシュニックの加入に伴いブレナン・ボッシュと共にDFAとなった。マイナー行きを拒否しFAとなった。
2015年1月26日にアトランタ・ブレーブスとマイナー契約を結ぶ。3月26日に現役引退を表明した。

## 詳細情報

### 年度別打撃成績
| 年 度     | 球 団     | 試 合 | 打 席 | 打 数 | 得 点 | 安 打 | 二 塁 打 | 三 塁 打 | 本 塁 打 | 塁 打 | 打 点 | 盗 塁 | 盗 塁 死 | 犠 打 | 犠 飛 | 四 球 | 敬 遠 | 死 球 | 三 振 | 併 殺 打 | 打 率 | 出 塁 率 | 長 打 率 | O P S |
| --------- | --------- | ----- | ----- | ----- | ----- | ----- | -------- | -------- | -------- | ----- | ----- | ----- | -------- | ----- | ----- | ----- | ----- | ----- | ----- | -------- | ----- | -------- | -------- | ----- |
| 2004      | KC        | 71    | 258   | 238   | 36    | 56    | 9        | 0        | 12       | 101   | 30    | 1     | 1        | 4     | 1     | 15    | 0     | 0     | 79    | 6        | .235  | .280     | .424     | .704  |
| 2005      | KC        | 118   | 430   | 401   | 40    | 97    | 21       | 1        | 12       | 156   | 47    | 2     | 2        | 1     | 2     | 23    | 2     | 3     | 94    | 9        | .242  | .287     | .389     | .676  |
| 2006      | KC        | 114   | 409   | 371   | 37    | 91    | 21       | 1        | 11       | 147   | 50    | 0     | 2        | 4     | 1     | 26    | 2     | 7     | 84    | 8        | .245  | .306     | .396     | .702  |
| 2007      | KC        | 113   | 399   | 347   | 41    | 77    | 18       | 0        | 18       | 149   | 48    | 0     | 1        | 0     | 6     | 36    | 0     | 10    | 92    | 11       | .222  | .308     | .429     | .738  |
| 2008      | KC        | 109   | 418   | 370   | 48    | 83    | 23       | 1        | 9        | 135   | 48    | 0     | 3        | 0     | 4     | 38    | 2     | 6     | 96    | 12       | .224  | .304     | .365     | .669  |
| 2009      | KC        | 59    | 202   | 186   | 16    | 46    | 12       | 4        | 8        | 90    | 36    | 1     | 1        | 1     | 1     | 13    | 0     | 1     | 55    | 2        | .247  | .299     | .484     | .782  |
| 2010      | TOR       | 118   | 437   | 409   | 53    | 115   | 25       | 0        | 20       | 200   | 66    | 0     | 0        | 0     | 6     | 16    | 1     | 6     | 111   | 6        | .281  | .314     | .489     | .802  |
| 2011      | FLA MIA   | 140   | 530   | 466   | 41    | 106   | 15       | 1        | 16       | 171   | 57    | 0     | 1        | 2     | 1     | 54    | 7     | 7     | 115   | 11       | .227  | .316     | .367     | .683  |
| 2012      | FLA MIA   | 106   | 398   | 343   | 29    | 66    | 15       | 1        | 12       | 119   | 41    | 0     | 0        | 1     | 2     | 49    | 5     | 3     | 103   | 8        | .192  | .297     | .347     | .644  |
| 2013      | NYM       | 101   | 407   | 368   | 38    | 79    | 11       | 0        | 15       | 135   | 60    | 2     | 1        | 0     | 2     | 29    | 4     | 8     | 99    | 12       | .215  | .285     | .367     | .652  |
| 2013      | PIT       | 9     | 24    | 24    | 1     | 7     | 0        | 0        | 0        | 7     | 2     | 0     | 0        | 0     | 0     | 0     | 0     | 0     | 5     | 1        | .292  | .292     | .292     | .583  |
| '13計     | PIT       | 110   | 431   | 392   | 39    | 86    | 11       | 0        | 15       | 142   | 62    | 2     | 1        | 0     | 2     | 29    | 4     | 8     | 104   | 13       | .219  | .285     | .362     | .648  |
| 2014      | SEA       | 27    | 92    | 84    | 9     | 19    | 2        | 0        | 1        | 24    | 6     | 0     | 0        | 0     | 0     | 8     | 0     | 0     | 24    | 1        | .226  | .293     | .286     | .594  |
| 2014      | LAA       | 5     | 5     | 5     | 0     | 1     | 0        | 0        | 0        | 1     | 0     | 0     | 0        | 0     | 0     | 0     | 0     | 0     | 2     | 0        | .200  | .200     | .200     | .400  |
| '14計     | LAA       | 32    | 97    | 89    | 9     | 20    | 2        | 0        | 1        | 25    | 6     | 0     | 0        | 0     | 0     | 8     | 0     | 0     | 26    | 1        | .225  | .289     | .281     | .570  |
| MLB：11年 | MLB：11年 | 1090  | 4008  | 3611  | 388   | 843   | 172      | 9        | 133      | 1432  | 490   | 6     | 12       | 13    | 26    | 307   | 23    | 51    | 959   | 86       | .233  | .301     | .397     | .697  |

- FLA（フロリダ・マーリンズ）は、2012年にMIA（マイアミ・マーリンズ）に球団名を変更

### 記録
- オールスターゲーム選出 1回：2010年

#### 諸記録
- 2010年のオールスターゲームで、9回裏一死一塁の場面で打席に立ったバックは、ジョナサン・ブロクストンから右前に落ちる打球を放った。しかしこの打球は右翼手マーロン・バードが直接捕球できるかどうか微妙な当たりだったため、一塁走者デビッド・オルティーズのスタートが遅れ、オルティーズは二塁封殺、結果的にバックの打席はライトゴロとなった。オールスターで一塁走者二塁封殺のライトゴロが記録されたのは、1957年以来53年ぶりのことである[25]。

- 2007年4月2日の対レッドソックス戦で岡島秀樹の投じた初球をホームランにした。この試合は岡島にとってMLB初登板であり、バックは初めて対戦する打者であった。その結果、岡島はメジャー史上7人目となるメジャー初登板の初球をホームランにされた投手となった。